# 拉文德·星
拉文德·星（Ravinder Singh），新加坡锡克人，曾在2011年－2014年之间担任新加坡共和国陆军部队总长，少将军衔，现任新加坡科技动力（简称「新科动力」）主席。

## 生平
拉文德·星于1983年荣获新加坡武装部队海外学术训练奖学金，在英国牛津大学研究工程科学，1986年毕业并获得文学士（一级荣誉）学位，1992年获得文学硕士学位。1995年，他荣获新加坡武装部队研究生奖学金，前往美国麻省理工学院研读管理学，一年后毕业并获得理学硕士学位。
拉文德·星在1982年12月加入新加坡武装部队，在陆军工作，1986年12月被委任为信号军官，1991年参加联合国伊拉克－科威特观察团，1995年在美国陆军指挥参谋学院进修。他担任过的职务包括：系统发展组织领导人、第二步兵旅指挥官、第六师师长、三军参谋长和国防部副常任秘书（科技）。2011年3月25日，拉文德·星接替陈振声当陆军总长。他是自1982年以来第一个非华裔出身的新加坡陆军总长。2014年3月21日，拉文德·星卸任并把陆军总长一职交给林清耀。拉文德·星于2015年3月23日出任新加坡科技动力（简称‘新科动力’）主席。
拉文德·星已婚，有两个儿子。他曾获得的奖章包括：联合国勋章（1992年）、新加坡武装部队海外奖章（1992年）、行政功绩奖章 (银，武装部队)（2005年）和长期服务和良好表现奖章（25年）（2008年）。